# خوفد (اوفس)
شهرستان خوفد (به زبان مغولی: Ховд сум، [Xovd sum]؛ ᠬᠣᠪᠳᠤ ᠰᠤᠮᠤ، [qobdu sumu]) یک شهرستان (سُوم) در مغولستان است که در استان اوفس واقع شده‌است.

## تقسیمات اداری
شهرستان خوفد متشکل از ۴ قصبه (باغ) می‌باشد، شامل:
- آچیت (مغولی: Ачит баг، [Ačit bag]؛ ᠠᠴᠢᠲᠤ ᠪᠠᠭ، [ačitu baɣ])
- خالیون‌بلاغ (مغولی: Халиунбулаг баг، [Xaliunbulag bag]؛ ᠬᠠᠯᠢᠭᠤᠨ ᠪᠤᠯᠠᠭ ᠪᠠᠭ، [qaliyun bulaɣ baɣ])
- خوفد (مغولی: Ховд баг، [Xovd bag]؛ ᠬᠣᠪᠳᠤ ᠪᠠᠭ، [qobdu baɣ])
- شیبِر (مغولی: Шивэр баг، [Šiver bag]؛ ᠰᠢᠪᠡᠷ ᠪᠠᠭ، [šiber baɣ])